# Friedrich Kittler
Friedrich A. Kittler (n. 12 iunie 1943, Rochlitz, Saxonia, Germania Nazistă – d. 18 octombrie 2011, Berlin, Germania) a fost un istoric literar și teoretician media german. Lucrările sale se referă la mass-media, tehnologie și studii militare.

## Biografie
Friedrich Adolf Kittler s-a născut în 1943 în localitatea Rochlitz din Saxonia. Familia sa a fugit cu el în Germania de Vest în 1958, unde a studiat din 1958 până în 1963 științele naturale și limbile moderne la Gimnaziul din Lahr (Munții Pădurea Neagră) și ulterior, până în 1972, el a studiat germanistica, filologia romanică și filosofia la Universitatea Albert Ludwig din Freiburg im Breisgau. În timpul studiilor, el a fost influențat în special de scrierile lui Jacques Lacan, Michel Foucault și Martin Heidegger.
În 1976 Kittler a obținut doctoratul în filosofie cu o teză despre poetul Conrad Ferdinand Meyer. Între 1976 și 1986 a lucrat ca asistent universitar la Deutsches Seminar din cadrul aceleiași universități. În 1984 a obținut abilitarea în istoriei literaturii germane moderne.
El a predat de mai multe ori ca profesor invitat la universități din Statele Unite ale Americii, precum Universitatea Berkeley din California, University of California, Santa Barbara și Universitatea Stanford.
Din 1986 până în 1990, el a condus proiectul Literature and Media Analysis al Deutsche Forschungsgemeinschaft (DFG) din Kassel și în 1987 a fost numit profesor de studii germanice moderne la Universitatea Ruhr. În 1993 a fost numit la catedra de istorie și estetică media a Universității Humboldt din Berlin.
În 1993 Kittler a fost distins cu "Siemens Media Arts Prize" (Siemens-Medienkunstpreis) de către ZKM Karlsruhe (Zentrum für Kunst und Medientechnologie sau Centrul pentru Arte și Tehnologie Media) pentru cercetările sale în domeniul teoriei media.
El a fost recunoscut în 1996 ca Distinguished Scholar la Universitatea Yale, iar în 1997 ca Distinguished Visiting Professor la Universitatea Columbia din New York. Kittler a fost membru al Centrului Cultural Hermann von Helmholtz și al grupului de cercetare Bild Schrift Zahl (DFG). 
Printre teoriile lui Kittler a fost tendința sa de a argumenta, cu un amestec de polemism, apocalipticism, erudiție și umor, că condițiile tehnologice au fost strâns legate de epistemologie și de ontologie. Această afirmație și stilul său de argumentare este rezumat pe bună dreptate în dictonul „Nur war schaltbar ist, ist überhaupt” — o expresie care ar putea fi tradusă ca „există doar ceea ce este schimbabil” sau, mai liber, „numai ceea ce poate fi schimbat, poate fi”. Kittler merge chiar mai departe, sugerând că, dimpotrivă, orice lucru care nu poate fi „schimbat” nu poate „exista” în realitate, cel puțin în condițiile tehnice actuale. El a invocat această doctrină pe patul de moarte, în 2011. Agonizând într-un spital din Berlin și susținut în viață numai prin aparatura medicală, a rostit ultimele sale cuvinte „Alle Apparate ausschalten”, care pot fi traduse astfel: „opriți toate aparatele”.

## Activitate
Friedrich Kittler are un rol influent în noua abordare a teoriei mass-media care a devenit populară începând din anii 1980 și a noilor mijloace de informare în masă (în germană technische Medien, care se poate traduce aproximativ "media tehnică"). Proiectul central al lui Kittler urmărește „să dovedească științelor umane [...] mijloacele lor tehnologice a priori” (Hartmut Winkler), sau, după propriile sale cuvinte: „eliminarea umanului din științele umanistice”, un titlu pe care l-a dat unei lucrări pe care a publicat în 1980.
Kittler constată o autonomie a tehnologiei și, prin urmare, nu este de acord cu abordarea mass-mediei ca "extensii a omului" de către Marshall McLuhan: „Mass-media nu este un pseudopod pentru extinderea corpului uman. Ea urmează logica de creștere care lasă o istorie scrisă în urma ei”. (Kittler în Geschichte der Kommunikationsmedien. În: Jörg Huber, Alois Martin Müller (editori): Raum und Verfahren.)
În consecință, el consideră că literatura scrisă se va manifesta prin scrierea de programe de calculator și prin inscripționarea continuă pe circuite integrate: „După cum știm și pur și simplu nu spunem, nici o ființă umană nu mai scrie. [...] Astăzi, scrierea umană reprezintă inscripții arse în siliciu prin litografie electronică [...]. Ultimul act istoric al scrierii se poate să fi avut loc la sfârșitul anilor '70, când o echipă de ingineri de la Intel a proiectat arhitectura hardware a primului lor microprocesor integrat.” (Kittler, Es gibt keine Software. În: Kittler, Draculas Vermächtnis. Technische Schriften.)

### Publicații
- 2013: Die Flaschenpost an die Zukunft. În colaborare cu Till Nikolaus von Heiseler, Kadmos, Berlin.
- 2013: Philosophien der Literatur. Merve, Berlin.
- 2013: Die Wahrheit der technischen Welt. Essays zur Genealogie der Gegenwart, Suhrkamp, Berlin.
- 2011: Das Nahen der Götter vorbereiten. Wilhelm Fink, Paderborn.
- 2009: Musik und Mathematik. Band 1: Hellas, Teil 2: Eros. Wilhelm Fink Verlag, Paderborn.
- 2006: Musik und Mathematik. Band 1: Hellas, Teil 1: Aphrodite. Wilhelm Fink Verlag, Paderborn.
- 2004: Unsterbliche. Nachrufe, Erinnerungen, Geistergespräche. Wilhelm Fink Verlag, Paderborn.
- 2002: Zwischen Rauschen und Offenbarung. Zur Kultur- und Mediengeschichte der Stimme (ca editor). Akademie Verlag, Berlin
- 2002: Optische Medien. Merve: Berlin. ISBN 3-88396-183-3 (ediție în limba engleză: Optical Media, cu o introducere de John Durham Peters. Polity Press 2010)
- 2001: Vom Griechenland (în colaborare cu  Cornelia Vismann; Internationaler Merve Diskurs Bd.240). Merve: Berlin. ISBN 3-88396-173-6
- 2000: Nietzsche – Politik des Eigennamens: wie man abschafft, wovon man spricht (în colaborare cu Jacques Derrida). Berlin.
- 2000: Eine Kulturgeschichte der Kulturwissenschaft. München
- 1999: Hebbels Einbildungskraft – die dunkle Natur. Frankfurt, New York, Vienna
- 1998: Zur Theoriegeschichte von Information Warfare
- 1998: Hardware das unbekannte Wesen
- 1997: Literature, Media, Information Systems: Essays (editată de John Johnston). Amsterdam
- 1993: Draculas Vermächtnis: Technische Schriften. Leipzig: Reclam. ISBN 3-379-01476-1 Essays zu den "Effekten der Sprengung des Schriftmonopols", zu den Analogmedien Schallplatte, Film und Radio sowie "technische Schriften, die numerisch oder algebraisch verfasst sind".
- 1991: Dichter – Mutter – Kind. Munich
- 1990: Die Nacht der Substanz. Bern
- 1986: Grammophon Film Typewriter. Berlin: Brinkmann & Bose. ISBN 3-922660-17-7 (ediție în limba engleză: Gramophone, Film, Typewriter, Stanford 1999)
- 1985: Aufschreibesysteme 1800/1900. Fink: Munich. ISBN 3-7705-2881-6 (ediție în limba engleză: Discourse Networks 1800 / 1900, cu un cuvânt înainte de David E. Wellbery. Stanford 1990)
- 1979: Dichtung als Sozialisationsspiel. Studien zu Goethe und Gottfried Keller (în colaborare cu Gerhard Kaiser). Göttingen
- 1977: Der Traum und die Rede. Eine Analyse der Kommunikationssituation Conrad Ferdinand Meyers. Bern-Munich

### Prelegeri
- Farben und/oder Maschinen denken
- Ontologie der Medien